# Sirukumab
Le sirukumab est un anticorps monoclonal dirigé contre l'interleukine 6. Il est en cours de test dans le traitement de la polyarthrite rhumatoïde.

## Pharmacocinétique
En injection intraveineuse, sa demi-vie est comprise entre 18 et 30 jours.

## Efficacité
Dans la polyarthrite rhumatoïde résistante aux inhibiteurs du TNF-alpha, le sirukumab améliore les symptômes de la maladie.